# P.D.R.G.
Albums de Rohff
La Cuenta
(2010) Le Rohff Game
(2015)
Singles
1. K-Sos musik
Sortie : 26 novembre 2012
2. Dounia
Sortie : 31 mai 2013
3. J'accélère
Sortie : 24 juin 2013
4. Déterminé
Sortie : 3 septembre 2013

P.D.R.G. (pour Pouvoir, Danger, Respect & Game ou Padre Du Rap Game) est le septième album studio du rappeur français Rohff, sorti le 23 septembre 2013 sur Foolek Empire et Warner Music.

## Genèse
Initialement, cet album devait être une mixtape. Rohff décide d'en faire un album, considérant ses morceaux comme étant « trop lourds pour une simple mixtape ». Il qualifiera lui-même cet album comme étant le meilleur album de sa carrière. Le morceau Rends-les fous, diffusé le 25 mai 2011, aurait dû être le premier extrait de cette mixtape, mais Rohff le juge inférieur aux autres morceaux et décide alors de le retirer du projet. Peu de temps après être apparu en featuring avec Six Coups MC, pour l'occasion d'un morceau et de son clip (qui ne sera finalement pas présent sur la liste des titres, cause de divergence musicale et humaine avec qui Rohff n'a désormais plus aucun lien), Rohff revient en solo avec le freestyle Booska-Maudit. Durant cette vidéo, Rohff nous parle de son album P.D.R.G., qui devrait arriver courant 2012. Il aborde les featuring de P.D.R.G. et l'avancement de son album, notamment du morceau Maudit. Le 28 mai 2012, il dévoile le morceau Trop chaud, titre qui ne fera pas partie de P.D.R.G.. En juin 2012, il participe à l'album de TLF, OVNI, avec qui il sort le morceau C'est la miff. La même semaine, il sort 4 étoiles avec le rappeur Sultan. À l'occasion de la semaine planète rap pour la sortie du nouvel album de TLF, Rohff était présent dans les locaux de Skyrock et en a profité pour annoncer quelques informations sur son nouvel album P.D.R.G.. L'information majeure à retenir est que finalement, l'album ne sortira qu'en 2013.
Le 12 mars 2013, dans une interview, il annonce la sortie officielle de P.D.R.G. pour le 24 juin 2013.
Pour faire suite aux saisons 1 et 2 du projet, Rohff avait annoncé une saison 3 de P.D.R.G., qui devait sortir en 2015. Cependant l'élaboration de ce projet sera annulé pour être remplacé par Surnaturel, le huitième album de Rohff.

## Composition
Selon le Twitter officiel de Rohff, il aurait enregistré un morceau meilleur que En mode :  Déterminé. Rohff annonce sur son compte Twitter que En mode 3 sera sur cet album. Le 19 juillet 2013, Rohff dévoile officiellement la liste des titres de son nouvel album. Alors que Rohff nous avait habituée à un bon nombre de featuring sur ses précédents opus, il en sera autrement sur celui-ci. En effet, Rohff a décidé de produire seulement deux featurings, l'un avec TLF et l'autre avec Amel Bent, alors qu'on s'attendait à voir davantage d'invités (comme Kery James ou Sefyu) ainsi que les membres de son label Foolek Empire à savoir Six Coups Mc avec qui une collaboration avait été confirmée (mais qui depuis n'a plus aucun lien avec Rohff, à cause d'une mal entente), ainsi qu'Amy (qui depuis a quitté le label). L'album fournit un classique (Dounia), du rap pur et dur (K-Sos Musik), des chansons mélodieuses (L'artiste), mais surtout des clashs (Doggy Style ou El Padre).

## Promotion
Le 26 novembre 2012, Rohff dévoile le premier morceau et clip de P.D.R.G. intitulé K-Sos Musik. Le clip a été tourné à Cuba par Gil Green. Le single entre à la 18e place du hit-parade français la semaine du 8 décembre 2012.

## Clips vidéos
- K-Sos musik [Clip Officiel]
- J'accélère [Clip Officiel]
- Déterminé [Clip Officiel]
- El Padre [Clip Officiel]
- L'Oseille [Clip Officiel]

## Réception

### Ventes
L'album P.D.R.G. s'est écoulé à 40 000 exemplaires au cours de la première semaine d'exploitation, se positionnant ainsi en seconde place des charts. En deuxième semaine, l'album ne recule que d'une place dans le Top Album et reste dans le Top 3 avec 10 234 exemplaires écoulés .
3 mois après sa sortie, l'album est certifié disque de platine avec plus de 100 000 exemplaires vendus.
L'album est aujourd'hui à plus de 250 000 exemplaires vendus .

## Liste des pistes
Disque 1 : Saison 1
| 1.    | King                                | Jeremie Tuil, Mohand Sahriji (GEMG) | 04:47 |
| 2.    | P.D.R.G.                            | X-Plosive                           | 04:37 |
| 3.    | Maudit                              | David Bordey & PaperBoy             | 05:06 |
| 4.    | Instable                            | Hicham "Tangerino" Saïdi            | 04:57 |
| 5.    | Futurs nouveaux amis                | Hicham "Tangerino" Saïdi            | 04:29 |
| 6.    | Interlude "Tu vois de qui j'parle"  | —                                   | 01:37 |
| 7.    | Zlatana                             | Verbal Kint                         | 04:41 |
| 8.    | Ti amo t'es à moi (feat. Amel Bent) | Verbal Kint                         | 03:46 |
| 9.    | J'accélère                          | Johan “J.E.” Errami & Spike Miller  | 04:35 |
| 10.   | L'oseille                           | PaperBoy                            | 04:13 |
| 11.   | N double A                          | Koudjo (Eclipse Time)               | 04:21 |
| 12.   | Mon son                             | Richie Beats (GEMG)                 | 04:46 |
| 13.   | Interlude "La voix du Ter-Ter"      | —                                   | 00:16 |
| 14.   | Embrouille (feat. TLF)              | PaperBoy                            | 04:53 |
| 57:11 |                                     |                                     |       |

Disque 2 : Saison 2
| 1.    | K-Sos musik                       | Verbal Kint                    | 04:31 |
| 2.    | Rap jeux                          | Shin                           | 04:16 |
| 3.    | El Padre                          | Verbal Kint                    | 04:43 |
| 4.    | Déterminé                         | David Bordey & Paper Boy       | 03:50 |
| 5.    | Interlude "En mode 1 - En mode 2" | —                              | 01:07 |
| 6.    | En mode 3                         | Hicham "Tangerino" Saïdi       | 03:58 |
| 7.    | #TeamRohff                        | FLBOYS & Koudjo (Eclipse Time) | 03:59 |
| 8.    | Zga                               | Koudjo (Eclipse Time)          | 03:55 |
| 9.    | Différent                         | Oneshot (Street Fabulous)      | 05:57 |
| 10.   | L'artiste                         | BAXTER                         | 04:35 |
| 11.   | J'assume                          | Trix-ma                        | 04:42 |
| 12.   | Dounia                            | Miles Morrison                 | 07:43 |
| 53:22 |                                   |                                |       |

| Bonus précommande iTunes | Bonus précommande iTunes | Bonus précommande iTunes | Bonus précommande iTunes | Bonus précommande iTunes | Bonus précommande iTunes | Bonus précommande iTunes | Bonus précommande iTunes | Bonus précommande iTunes | Bonus précommande iTunes |
| No                       | Titre                    | Compositeur(s)           | Durée                    |                          |                          |                          |                          |                          |                          |
| ------------------------ | ------------------------ | ------------------------ | ------------------------ | ------------------------ | ------------------------ | ------------------------ | ------------------------ | ------------------------ | ------------------------ |
| 13.                      | Doggy style              | Scott Storch             | 04:37                    |                          |                          |                          |                          |                          |                          |
| 115:10                   |                          |                          |                          |                          |                          |                          |                          |                          |                          |

## Classements
| Classement (2012)            | Meilleure position |
| ---------------------------- | ------------------ |
| Belgique (Flandre Ultratop)  | 110                |
| Belgique (Wallonie Ultratop) | 4                  |
| France (SNEP)                | 2                  |
| Suisse (Schweizer Hitparade) | 25                 |

## Certifications
| Région | Certification | Ventes/Streams |
| ------ | ------------- | -------------- |
| France | 2 × Platine   | 235 000        |